# Collège Salinis
 (février 2019).
Le collège Salinis, fondé en 1543 par le cardinal François de Tournon, se situe à Auch, préfecture du Gers. Il se trouve au cœur de la ville d'Auch, dans le centre historique, sur les bords de la rivière du Gers. 

## Historique

### Les débuts de l'établissement scolaire
Le collège Salinis a été fondé en 1543, sous le règne de François Ier, et a ouvert ses portes en novembre. La mise en route était difficile, mais l'issue rapidement positive. Pour commencer, le collège était réservé aux garçons. En 1971, grâce à la fondation du lycée Pardailhan, il devient mixte.

### Aspect religieux
L'établissement scolaire a été fermé durant les guerres de Religion (1562-1598). À partir de 1590, la gestion du collège devient religieuse et le reste jusqu'en 1752. En 1762, le collège est laïcisé.

### Le prestige du collège
Créé en 1543, cet établissement est l'un des plus anciens collèges de l'académie de Toulouse. En 1833, il devient collège royal puis lycée de la République à la fin du XIXe siècle. À la suite de la construction du lycée Pardailhan, en 1971, l'ancien lycée de la place Salinis est transformé en collège d'enseignement secondaire (CES) d'État mixte. Il s'agit d'un type d'établissement scolaire ayant existé au XXe siècle, incluant les élèves sortant du CM2 jusqu'à la fin de la classe de 3e. Le collège devient collège départemental en 1983, à la suite des lois de décentralisation datant du 7 janvier et du 22 juillet.

## Construction et architecture
Une chapelle a été construite par Guillaume Bauduer de 1624 à 1627, inscrite monument historique en 1947. L'établissement s'est étendu vers l'ouest à la fin du XVIIe siècle et vers l'est au XVIIIe siècle. Les travaux se sont achevés en 1750, date gravée sur la grande porte de la cour d'honneur. Au cours de cet agrandissement sont construits des étages, desservis par un escalier à rampe en fer forgé, classé monument historique. Afin d'héberger les élèves, un internat a été construit en 1773. À la suite du passage de Napoléon Ier à Auch le 24 juillet 1808, le collège est remis en état grâce à son aide financière. Il rouvre ses portes le 15 novembre 1808. De 1991 à 1993 ont eu lieu des travaux de restauration au collège.

## Les conditions de travail
Étant donné que l'établissement n'était pas, à l'époque, équipé d'un internat, les élèves étaient hébergés sur Auch par petits groupes. Au collège, les cours s'effectuaient uniquement en latin, dans des salles de travail ni chauffées, ni éclairées. Les salles de cours n'étaient pas équipées de bureaux, les enfants écrivaient donc sur leurs genoux.
Jadis, il n'y avait pas de surveillants, et les élèves faisaient donc les heures d'études entre eux, tout en aidant les plus jeunes. Les livres étant rares et chers, les élèves en utilisaient très peu. Ainsi, pour apprendre, ils devaient donc bien écouter les leçons, les répéter afin de les retenir plus facilement. L'année scolaire allait d'octobre à juillet et les journées de cours étaient plus ou moins longues selon la saison.

## Effectifs
Au XVIIe siècle, l'établissement compte plus de 700 élèves, venant de toute la Gascogne. Le collège, fermé de 1794 à 1808, accueille environ 150 élèves à sa réouverture. Ensuite, ses effectifs stagnent jusqu'en 1905 à la suite de la loi de séparation de l'Église et de l'État, entraînant peu à peu une augmentation du nombre d'élèves. Cette augmentation est accentuée après la fin de la Seconde Guerre mondiale, en 1945. Ses effectifs atteignent 850 élèves, faisant de l'établissement le plus important collège du Gers pendant une longue période (d'environ 20 ans). À la suite des travaux de restauration, la capacité d'accueil du collège diminue (passant de 850 élèves à 500 élèves maximum),.

## Tour de Nostradamus
Le collège Salinis comporte une tour carrée : la tour de Nostradamus. Cette tour permet seulement de relier les étages entre eux, par un escalier. D'après la légende, le célèbre astrologue Michel de Nostredame aurait enseigné au lycée d'Auch. Même si Nostradamus est en effet passé par la ville d'Auch, les historiens ne savent toujours pas si cette légende est avérée.